# Józef Rostkowski
Józef Rostkowski herbu Dąbrowa – łowczy żydaczowski w latach 1729–1734, pisarz grodzki żydaczowski w latach 1733–1738.
Jako deputat z województwa ruskiego podpisał pacta conventa Stanisława Leszczyńskiego w 1733 roku.